# Deogracias Iñiguez
Deogracias Soriano Iñiguez (ur. 10 grudnia 1940 w Cotabato) – filipiński duchowny rzymskokatolicki, w latach 2003–2013 biskup Kalookan.

## Życiorys
Święcenia kapłańskie przyjął 23 grudnia 1963. Inkardynowany do diecezji Malolos, pracował przede wszystkim jako wykładowca miejscowego seminarium (w latach 1972–1974 pełnił także funkcję rektora tejże uczelni). Był także m.in. kanclerzem kurii diecezjalnej oraz wizytatorem apostolskim filipińskich uczelni wyższych.
3 lipca 1985 został prekonizowany biskupem pomocniczym Malolos ze stolicą tytularną Claternae. Sakrę biskupią otrzymał 22 sierpnia 1985. 27 grudnia 1989 został mianowany biskupem Iba, a 28 czerwca 2003 biskupem Kalookan. 25 stycznia 2013 przeszedł na emeryturę.